# Al Hoceïma (provins)
Al Hoceïma (arabiska: إقليم الحسيمة, franska: Province d'Al Hoceïma) är en provins i Marocko.   Den ligger i regionen Tanger-Tétouan-Al Hoceïma, 260 km öster om huvudstaden Rabat. Antalet invånare är 395 644.